# Поцо Казали (Латина)
Поцо Казали је насеље у Италији у округу Латина, региону Лацио.
Према процени из 2011. у насељу је живело 14 становника. Насеље се налази на надморској висини од 27 м.